# La casa degli assi (prima edizione)
La prima edizione de La casa degli assi è andata in onda  su Italia 2 dal 27 aprile 2014[1] e su Italia 1 dal 23 giugno 2014. La prima edizione del programma è stata girata in Marocco nella città di Taroudant, vicino ad Agadir. Il vincitore di questa edizione è stato Daniele Palini che ha vinto il montepremi finale di 50000 euro in gettoni d'oro.

## Il programma
Nell'arco di 4 settimane, 12 concorrenti ripresi dalle telecamere si cimentano in sfide sportive e di abilità, sia all'interno che all'esterno della villa in cui alloggiano. Ciascuno di loro riceve una quota iniziale di 15.000 chip, dotazione che può essere incrementata nel corso della trasmissione tramite sfide relazionate al poker sportivo, ma anche in prove fisiche e mentali che talvolta si svolgono in ambienti e contesti tipici del luogo.
Ogni settimana, attraverso un sistema di nomination, sono selezionati i concorrenti che parteciperanno al tavolo eliminatorio, dove potranno guadagnare ulteriori chip per aumentare le proprie possibilità di vittoria, o perderle fino ad essere eliminati dallo show. Il giocatore che detiene temporaneamente lo stack maggiore (chip leader) gode di alcuni privilegi, mentre i concorrenti che ottengono risultati negativi nel corso della trasmissione possono essere soggetti a penalizzazioni quali riduzioni dello stack, partecipazioni a prove di abilità particolarmente difficili e nomination obbligatorie per le partite di eliminazione.
I concorrenti, nel corso della trasmissione, hanno ricevuto la visita di alcuni personaggi famosi come il DJ e produttore Tommy Vee, lo chef Filippo La Mantia, l'attore Enzo Salvi e la showgirl Ludovica Martini.

## Cast
Le figure di riferimento nel programma sono stati i giudici nella fase di casting e il Direttore affiancato dai coach durante le riprese nella villa. Alla prima categoria appartengono Daniela Gelmi (specialista in Human Resources e Vice Presidente di Mercuri Urval Italia), Francesco Di Fant (esperto di comunicazione non verbale), Giada Fang e Pier Paolo Fabretti (entrambi giocatori di poker professionisti del Team PokerStars). Ad affiancare i concorrenti nella villa sono stati il poker coach Alberto Russo (uno dei più famosi commentatori italiani di poker sportivo[3]), la mental coach Silvia Pasqualetti e la sport coach Mariella Pellegrino oltre al noto poker player, e Direttore della Casa, Luca Pagano.

## Concorrenti
| Concorrenti            | Età | Luogo             | Qualificazione | Stato     |
| ---------------------- | --- | ----------------- | -------------- | --------- |
| Daniele Palini         | 24  | Brescia           | Casting        | Vincitore |
| Ercole Consoli         | 30  | Cosenza           | Casting        | Secondo   |
| Gennaro Versi          | 22  | Castel Volturno   | Casting        | Terzo     |
| Samanta Visalli        | 26  | Bergamo           | Casting        | Quarta    |
| Gianluca Costantini    | 42  | Roma              | Online         | Quinto    |
| Pippo Scordo           | 32  | Reggio Calabria   | Online         | Sesto     |
| Luigi Aru              | 61  | Carbonia-Iglesias | Online         | Eliminato |
| Jacklein Amado         | 28  | Roma              | Casting        | Eliminata |
| Irene Genchi           | 36  | Bari              | Casting        | Eliminata |
| Emiliano Roiate        |     |                   | Online         | Eliminato |
| Malù Rotondi           | 26  | Benevento         | Casting        | Eliminata |
| Maurizio Tansella      |     |                   | Online         | Ritirato  |
| Steven Minelli         | 23  | Brescia           | Casting        | Eliminato |
| Gian Maria Giamporcaro |     |                   | Casting        | Eliminato |
| Valentina Mazzone      |     | Aosta             | Online         | Eliminata |
| Marika Cicchinelli     | 28  | Roma              | Casting        | Eliminata |
| Paolo Ciuccarelli      | 42  | Fermo             | Casting        | Eliminato |

## Tabella delle nomination
| Concorrente | Primo tavolo | Secondo Tavolo | Terzo Tavolo | Terzo Tavolo | Quarto Tavolo | Quinto Tavolo | Quinto Tavolo | Tavolo Finale |
| Chip leader | -            | Gianluca       | Ercole       | Ercole       | Gennaro       | Gennaro       | Gennaro       | Ercole        |
| ----------- | ------------ | -------------- | ------------ | ------------ | ------------- | ------------- | ------------- | ------------- |
| Daniele     | Gennaro      | Gennaro        | Salvo        | Irene        | Irene         | Salvo         | Gianluca      | Vincitore     |
| Ercole      | Gianluca     | Gennaro        | Salvo        | NOMINATO     | Malù          | Salvo         | Jacklein      | Secondo posto |
| Gennaro     | Gianluca     | Paolo          | Salvo        | Gian Maria   | NOMINATO      | Salvo         | Ercole        | Terzo posto   |
| Samanta     | Jacklein     | Paolo          | Salva        | Jacklein     | Malù          | Salva         | Jacklein      | Quarto posto  |
| Gianluca    | Paolo        | Ercole         | Salvo        | Gian Maria   | Pippo         | Salvo         | Pippo         | Quinto posto  |
| Pippo       | Irene        | Paolo          | NOMINATO     | Jacklein     | Irene         | Salvo         | Jacklein      | Sesto posto   |
| Luigi       | Non in gara  | Non in gara    | Non in gara  | Non in gara  | Non in gara   | Non in gara   | NOMINATO      | ELIMINATO     |
| Jacklein    | Pippo        | Pippo          | Salva        | Gennaro      | Malù          | NOMINATA      | Pippo         | ELIMINATA     |
| Irene       | Gianluca     | Non votante    | Salva        | Daniele      | Ercole        | NOMINATA      | ELIMINATA     | ELIMINATA     |
| Emiliano    | Non in gara  | Non in gara    | Non in gara  | Non in gara  | NOMINATO      | ELIMINATO     | ELIMINATO     | ELIMINATO     |
| Malù        | Pippo        | Pippo          | Salva        | Gian Maria   | Irene         | ELIMINATA     | ELIMINATA     | ELIMINATA     |
| Maurizio    | Non in gara  | Non in gara    | Non in gara  | NOMINATO     | RITIRATO      | RITIRATO      | RITIRATO      | RITIRATO      |
| Steven      | NOMINATO     | Paolo          | Salvo        | NOMINATO     | ELIMINATO     | ELIMINATO     | ELIMINATO     | ELIMINATO     |
| Gian Maria  | Gianluca     | Steven         | Salvo        | Irene        | ELIMINATO     | ELIMINATO     | ELIMINATO     | ELIMINATO     |
| Valentina   | Non in gara  | NOMINATA       | NOMINATA     | ELIMINATA    | ELIMINATA     | ELIMINATA     | ELIMINATA     | ELIMINATA     |
| Marika      | Gianluca     | Non votante    | ELIMINATA    | ELIMINATA    | ELIMINATA     | ELIMINATA     | ELIMINATA     | ELIMINATA     |
| Paolo       | Irene        | Samanta        | ELIMINATO    | ELIMINATO    | ELIMINATO     | ELIMINATO     | ELIMINATO     | ELIMINATO     |

     Il concorrente si è qualificato online e deve giocare obbligatoriamente al tavolo
     Il concorrente è stato scelto dal direttore della casa per giocare al tavolo
     Il concorrente è il chip leader della settimana e decide di giocare al tavolo
     Il concorrente decide di giocare al tavolo di eliminazione
     Il concorrente è stato ripescato e deve giocare al tavolo
     Il concorrente è stato nominato dal gruppo per giocare al tavolo
     Il concorrente è stato nominato dal chip leader per giocare al tavolo
     Il concorrente è il chip leader della settimana e decide di non giocare al tavolo e nomina un altro concorrente
     Il concorrente partecipa ad un heads up

## Riconoscimenti
La casa degli assi è stata premiata come migliore campagna commerciale del 2014 agli EGR Italy Awards.